# Xenagama zonura
Xenagama zonura is een hagedis uit de familie agamen (Agamidae). De soort is endemisch in de Hoorn van Afrika. De soort komt voor in Ethiopië, op hoogten tussen 2000 en 2500 meter, wat hoger is dan andere Xenagama soorten. Het is een van de grotere soorten uit het geslacht, met een lengte tot 84,5 mm.